# كوجيرو كوكوبو
كوجيرو كوكوبو (باليابانية: 國場 虎次朗) (مواليد 22 سبتمبر 2000) هو لاعب كرة قدم ياباني.

## وصلات خارجية
- كوجيرو كوكوبو على موقع رابطة كرة القدم اليابانية للمحترفين (اليابانية)
- كوجيرو كوكوبو على موقع قاعدة بيانات كرة القدم.إي يو (الإنجليزية)
- كوجيرو كوكوبو على موقع Soccerway.com (الإنجليزية)